# Zdravlje Leskovac
Zdravlje Leskovac (code BELEX : ZDRV) est une entreprise serbe qui a son siège social à Leskovac. Elle travaille dans le secteur de l'industrie pharmaceutique.
Depuis 2003, Zdravlje Leskovac fait partie du groupe islandais Actavis.

## Histoire
Zdravlje Leskovac a été admise au libre marché de la Bourse de Belgrade le 14 avril 2004.

## Activités
Zdravlje produit des médicaments, sous forme de pilules, d'ampoules, de capsules et de sirops, principalement pour les maladies cardio-vasculaires, les maladies infectieuses et désordres digestifs. La société propose du matériel médical, notamment pour les dialyses. Elle propose également des tisanes médicinales, des crèmes, des pommades et des produits vétérinaires.
Elle vend ses produits en Serbie, en Croatie, au Monténégro, en Bosnie-Herzégovine, en Macédoine et en Russie.

## Données boursières
Le 21 janvier 2013, l'action de Zdravlje Leskovac valait 5 300 RSD (46,27 EUR). Elle a connu son cours le plus élevé, soit 20 000 RSD (174,60 EUR), le 20 avril 2007 et son cours le plus bas, soit 1 320 RSD (11,52 EUR), le 24 septembre 2012.
Le capital de Zdravlje Leskovac est détenu à hauteur de 100 % par le groupe Actavis.